# Therese Krupp
Therese Krupp (geboren am 28. August 1790 als Therese Johanne Helene Wilhelmi; gestorben am 3. August 1850) war eine deutsche Unternehmerin und maßgeblich für das Fortbestehen und den Aufstieg der Krupp-Dynastie verantwortlich.

## Leben
Die Tochter eines wohlhabenden Essener Kaufmanns heiratete 1808 Friedrich Krupp, der seit 1807 die Herstellung von qualitativ hochwertigem Gussstahl anstrebte. Am 20. November 1811 investierte er sein Erbe in die von ihm neugegründete Fabrik, nördlich der Essener Stadtmauer, auf dem Gelände einer alten Walkmühle in der sumpfigen Emscherniederung an der Berne, zur Herstellung von Gussstahl. Der auch außerhalb des Betriebs vielbeschäftigte Mann musste für die Rezeptur lange und mit wechselnden Teilhabern experimentieren, bis ihm eine erfolgversprechende Rezeptur glückte. 1818 siedelte die Firma auf das Gebiet des heutigen Essener Westviertels, westlich der damaligen Stadt Essen, und errichtete dort die Krupp-Gussstahlfabrik. Allerdings sah sich Krupp aufgrund der hohen Schuldenlast seines Betriebs von über 40.000 Talern 1824 gezwungen, mit seiner Familie in das später zum Stammhaus Krupp hochstilisierte, wenige Jahre zuvor erbaute Aufseherhaus mitten im Fabrikgelände umzuziehen. Das bürgerliche Stadthaus veräußerte er zur Schuldendeckung. Als Friedrich Krupp 1826 verstarb, wurde seine Witwe zur Alleinerbin, damit die Kinder mit den verbliebenen 10.000 Talern Schulden nicht finanziell belastet wurden.
Entgegen den Erwartungen von Gläubigern führte seine Witwe Therese nun den Betrieb unter strengem Sparkurs weiter, anstatt Konkurs anzumelden. Der Sohn Alfred, zu dem Zeitpunkt vierzehn Jahre alt, war (so erklärte Therese Krupp gegenüber den Geschäftskunden) rechtzeitig in die Betriebsinterna eingeweiht worden und die Fabrik könne somit auch nach dem Tod Friedrichs Stahl in hoher Qualität garantieren. Gemeinsam mit Helene von Müller (geborene Krupp, die Schwester des Mannes), die zusätzliches Kapital lieferte, gründete sie die Gussstahlfabrik unter ihrem Namen neu (Firma Wittwe Friedr. Krupp). Während Alfred in der Fabrik arbeitete, dann auch den Kundenkontakt im In- und Ausland pflegte sowie die nötige technische und kaufmännische Erfahrung zur Übernahme des Betriebes sammelte und schließlich Geschäftsführer wurde, blieb die Mutter bis 1848 die Besitzerin des wachsenden, jedoch immer noch in der Existenz bedrohten Unternehmens. Auch nach der Übernahme des Werks für einen symbolischen Kaufbetrag gerieten die Werke unter Alfred erneut in die Zahlungsunfähigkeit, bis er dank Aufträgen und weiterer Kredite in den 1850er Jahren den Durchbruch auf dem Markt erreichte. Nach seinen eigenen Erfolgen spielte Alfred später die Rolle seiner Mutter für den Fortbestand des Unternehmens herunter.

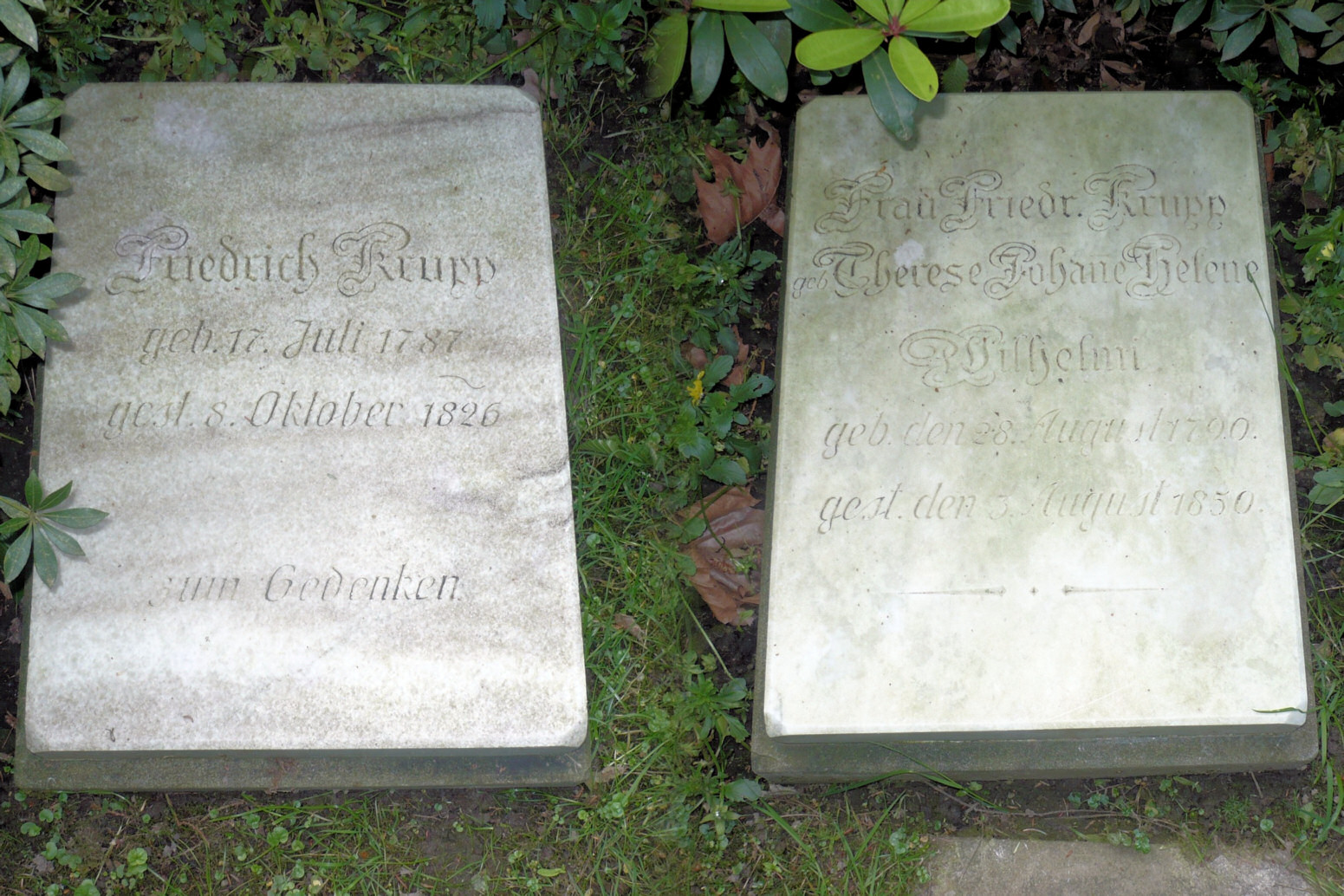
Grabplatten von Friedrich Krupp und seiner Frau Therese auf dem Friedhof Bredeney

## Nachkommen
Aus der Ehe mit Friedrich Krupp gingen vier Kinder hervor:
- Ida Krupp (1809–1882)
- Alfred Krupp (1812–1887)
- Hermann Krupp (1814–1879)
- Friedrich Krupp (1820–1901)